# Biblioteca Raúl Rangel Frías
La Biblioteca Universitaria Raúl Rangel Frías es una de las bibliotecas centrales con la que cuenta la Universidad Autónoma de Nuevo León (UANL) fue inaugurada en 1995.
Se encuentra alojada en un edificio diseñado por el arquitecto Ricardo Legorreta bajo su línea estilística que conjuga la tradición y la modernidad.

## Historia
A finales de 1991, la UANL inició estudios para conocer las necesidades más apremiantes mediante la consulta a la comunidad universitaria. Las primeras conclusiones arrojaron la inquietud de disponer de mayores espacios culturales, entre ellos una nueva biblioteca.

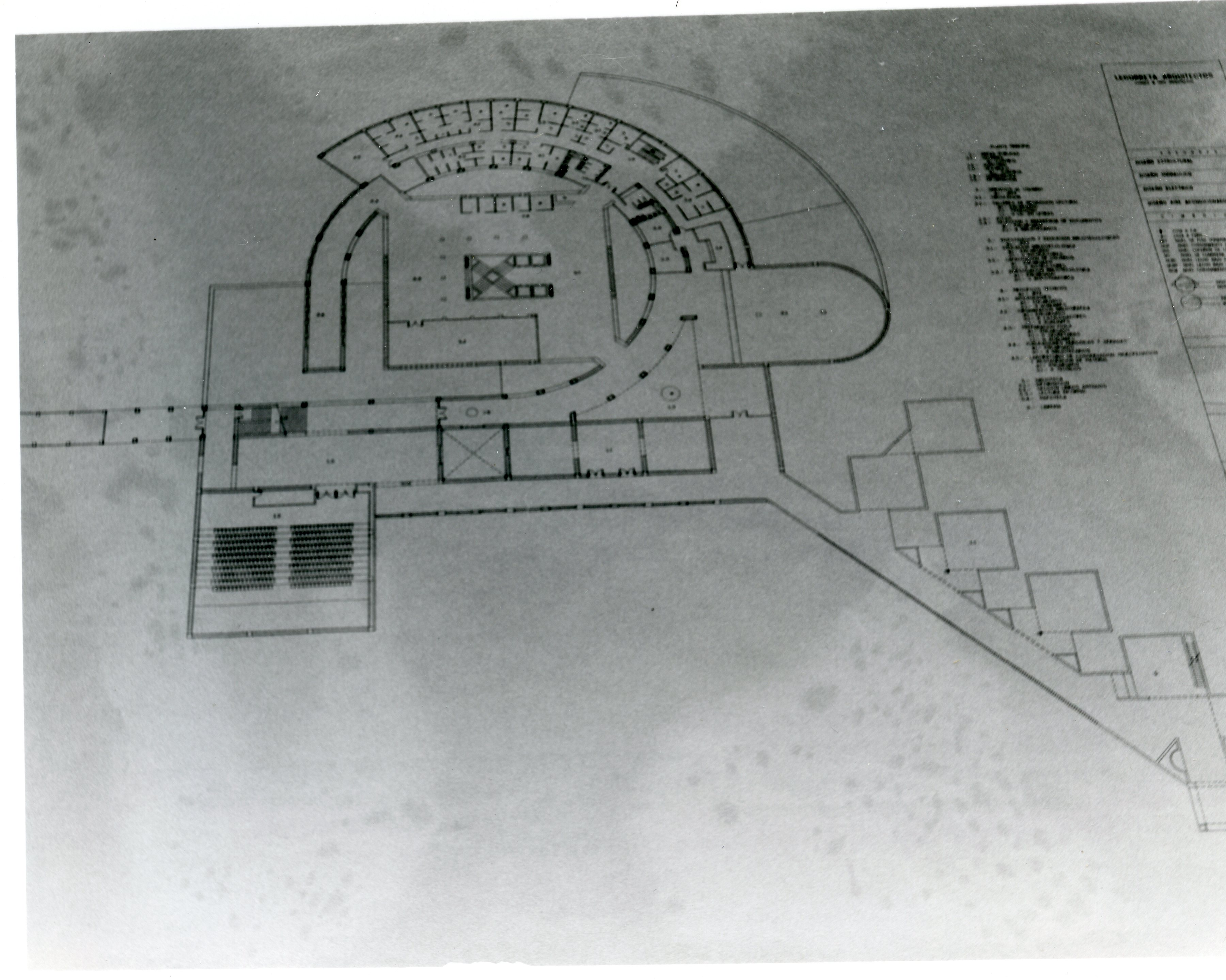
Plano de la Biblioteca Raúl Rangel Frías

El entonces rector de la universidad, Manuel Silos Martínez, aprovechó la visita del presidente Carlos Salinas de Gortari a Ciudad Universitaria, en mayo de 1992, para negociar apoyos económicos del gobierno federal, logrando incorporar el proyecto de la biblioteca a los programas de modernización educativa por lo que se concibió en principio la biblioteca  “Solidaridad”, “Magna” y “Presidencial”. 
Con el gobierno del estado se obtuvo en mayo de 1993, el terreno de 12 mil metros cuadrados aledaño a la ciclopista en el Parque Niños Héroes para su edificación, el cual era ocupado para distintas actividades, entre ellas la Feria de Monterrey.
Para emprender su construcción fue designada una comisión de planificación encabezada por Porfirio Tamez Solís, director de la Biblioteca Universitaria Capilla Alfonsina, la cual contactó al taller de la firma de Arquitectos Legorreta, dirigida por Ricardo Legorreta, para hacerse cargo del proyecto arquitectónico. En el diseño intervino directamente Ricardo Legorreta y su hijo Víctor Legorreta, acompañados de los arquitectos Armando Chávez, José Vigil, Héctor Cavazos y los ingenieros Guillermo Canales y Jesús Estupiñán.
El edificio de la biblioteca, según la maqueta presentada en 1993, tendría siete niveles, un sótano, 13 salas de consulta,  un auditorio y un archivo sobre las actividades realizadas en el sexenio de Carlos Salinas.

## Estilo arquitectónico
Al diseñar la biblioteca, Legorreta incorporó los ingredientes que integran arquitectura, paisajismo e interiorismo en una sola disciplina respetuosa con el entorno, las tradiciones y las personas. En el primer aspecto, la biblioteca se inscribe dentro de su búsqueda plástica de raigambre regionalista de la que fue precursor Luis Barragán, quien supo perseverar en sus ideales de una arquitectura basada en la tradición. En Legorreta esto se tradujo en relación con la biblioteca en una construcción masiva, de gruesos muros y pequeñas aberturas, con una tendencia hacia un colorido cálido de extracción popular. Las tonalidades que utilizó como el marrón, el amarillo, el rosa, el naranja, le permitió dramatizar los espacios para intensificar la experiencia personal de los usuarios.
La geometría le permitió generar formas puras y atemporales que dan rotundidad y claridad al proyecto. Los recorridos y las funciones se mezclan, creando distribuciones simples que facilitan la movilidad de los usuarios en un complejo tan grande como la biblioteca, preservando, incluso, la privacidad y la sencillez, características de la arquitectura latinoamericana que Legorreta supo potenciar. El tratamiento de la luz le ayudó a crear espacios diversos sin necesidad de levantar paredes ni separaciones; combinó sombras e iridiscencias de algunos acabados para inventar ambientes óptimos donde estudiar y trabajar.
En cuanto al paisajismo, enclavó el edificio circular sabiamente a su entorno, junto al lago artificial del parque para jugar con los reflejos del agua y tomó en cuenta para su orientación el relieve de las montañas, específicamente, las del cerro de las Mitras. 
Pese a su monumentalidad, su arquitectura fue pensada a la medida de las necesidades que iba a cubrir, la obra de Legorreta garantizó no sólo el confort de los espacio sino su funcionalidad.

## Sus fondos
De inicio, los espacios de la biblioteca alojarían once fondos bibliográficos con un aproximado de 85 mil 500 volúmenes.
Por otro lado, los acervos se obtuvieron mediante adquisición como el de la biblioteca de Santiago Roel Melo, y por otro, trasladando acervos de la Capilla Alfonsina como fueron los fondos de la biblioteca Abelardo Leal que constituiría la Sala de Asuntos Políticos con nueve mil 279 volúmenes, el Fondo UNESCO con mil 609 volúmenes, el Fondo Histórico Ricardo Covarrubias con mil 985 volúmenes, el Fondo Emeterio Valverde Téllez con 13 mil 487 volúmenes, el Fondo Salvador Toscano con dos 263 volúmenes, el Fondo Antigua Biblioteca Pública del Estado con cinco mil 578 volúmenes, el Fondo Audiovisual con 405 volúmenes y el Fondo Lutz Brickman de 139 volúmenes.
Aunado a estos fondos se crearon nuevos como la Hemeroteca, Consulta General y Rodrigo de Llano, sumando un aproximado de 13 mil 200 volúmenes, a los que se añadieron 250 discos compactos con bases de datos.

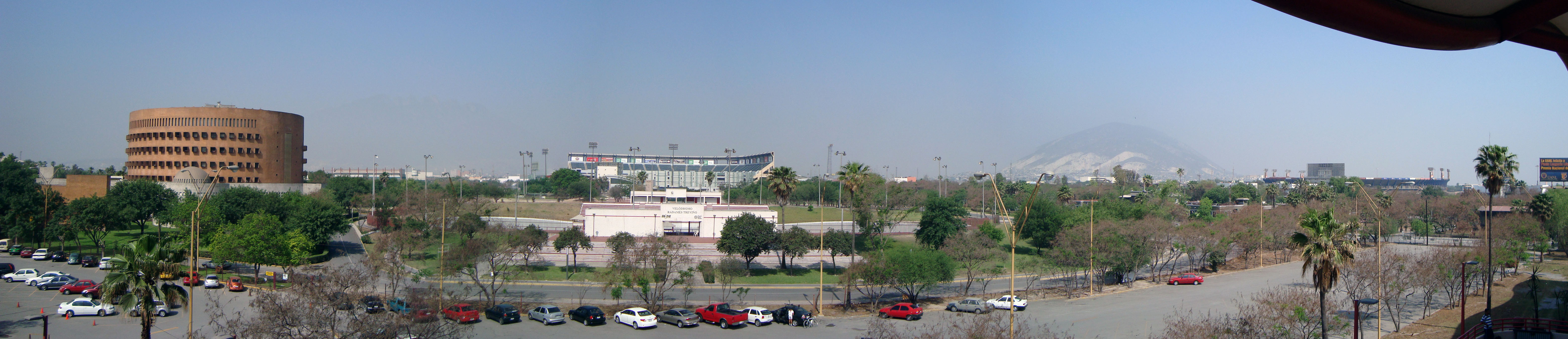
Panorámica de la Biblioteca Raúl Rangel Frías, junto a parque Niños Héroes.

## Etapas constructivas

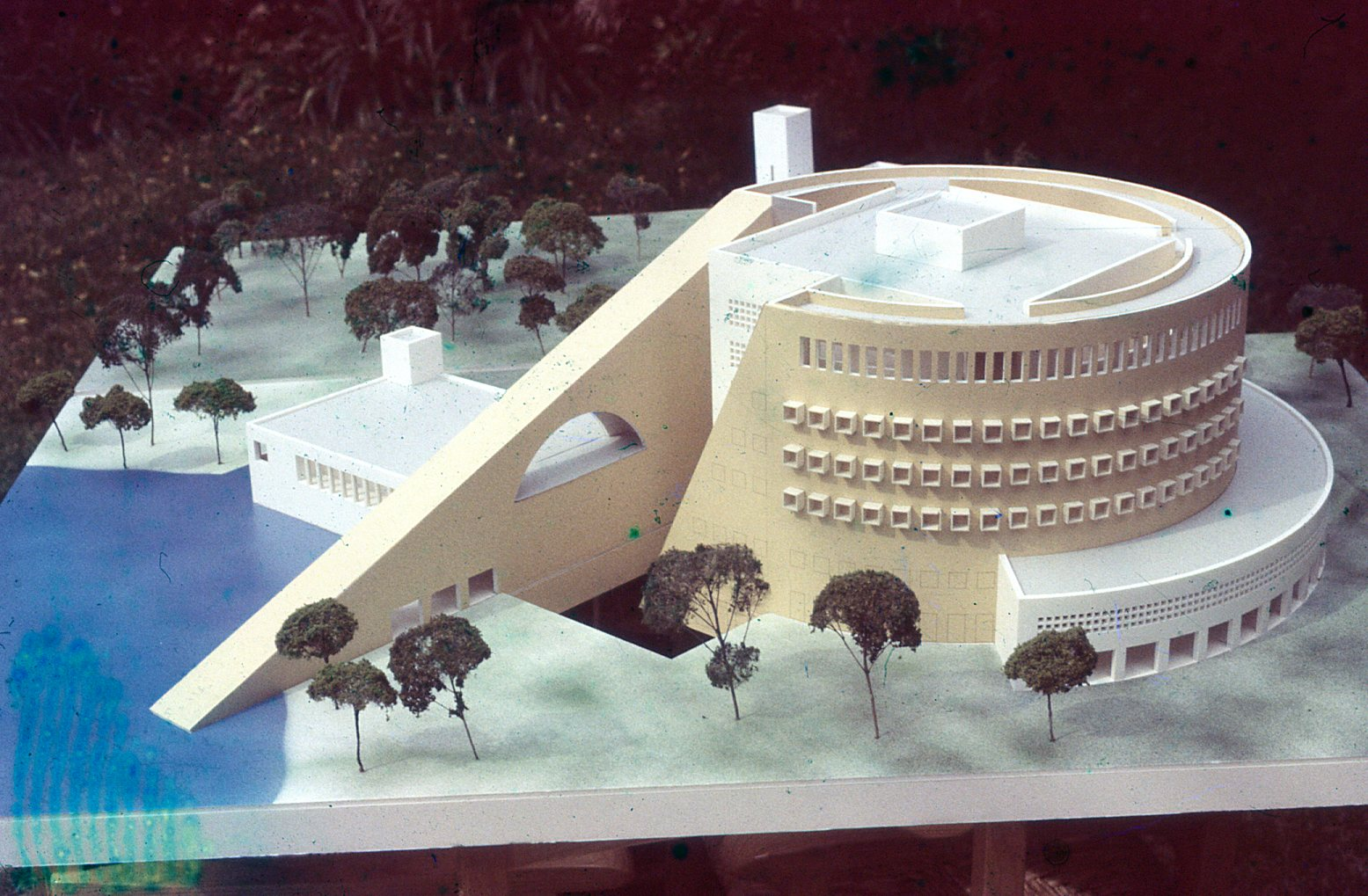
Maqueta de la Biblioteca Raúl Rangel Frías

La realización del proyecto se realizó en etapas, la primera inició el 31 de mayo de 1993 con el banderazo efectuado por el presidente de la república, Carlos Salinas de Gortari, el gobernador del estado, Sócrates Rizzo García, y el rector Manuel Silos Martínez. Esta primera etapa comprendió las obras de excavación de cimientos y sótano; la cual concluyó en los primeros días de agosto de ese año.

Para la segunda etapa, planeada a iniciar el 1 de septiembre de 1993, se lanzó la convocatoria de concurso, lo que llevó a definir la idea de que distintas compañías constructoras trabajaran simultáneamente para terminar la biblioteca en el tiempo estipulado.

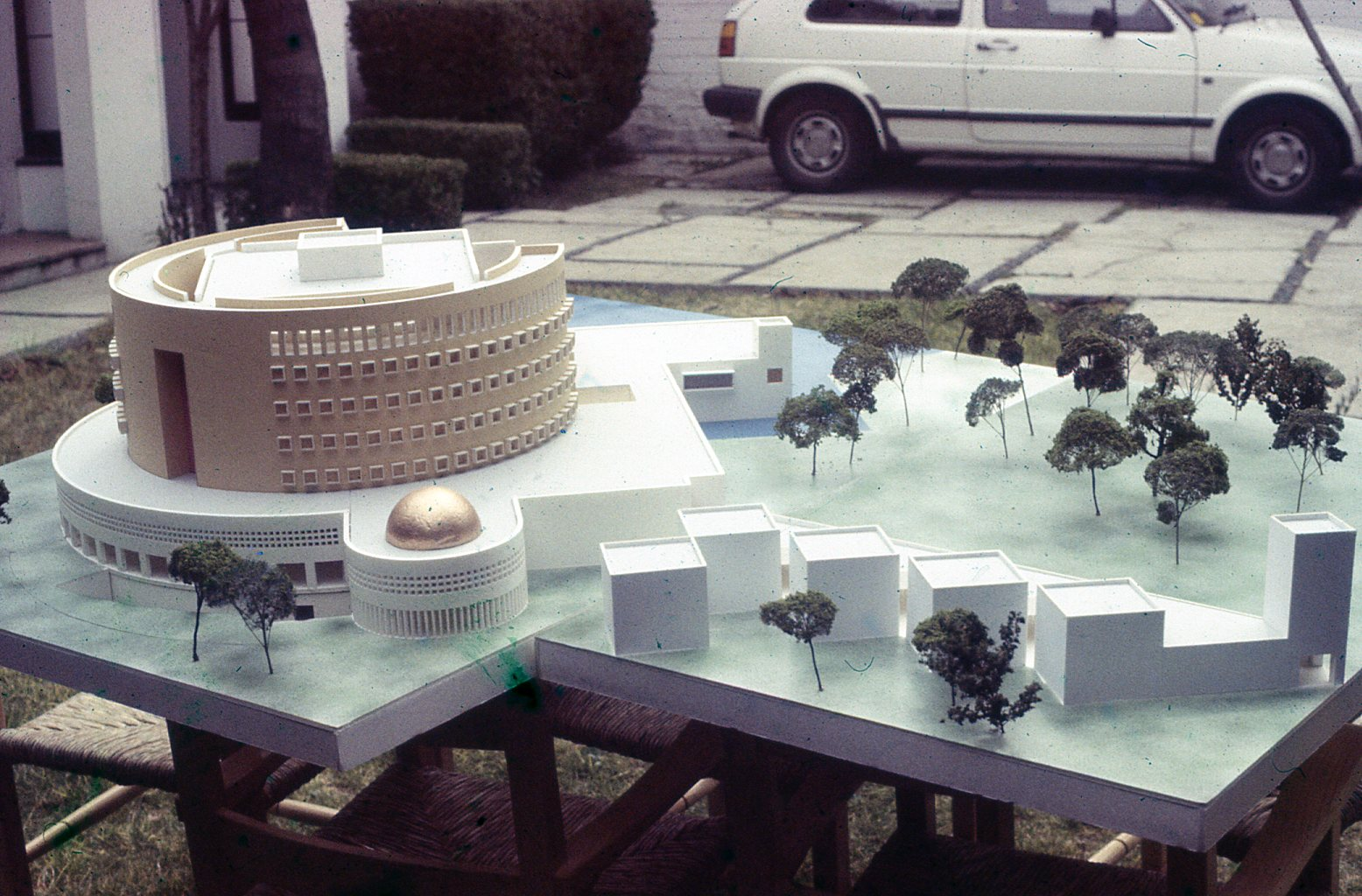
Maqueta del costado de la Biblioteca Raúl Rangel Frías

En la construcción participaron cinco empresas, entre ellas, Leal Construcciones, Constructores Asociados, Constructora URESA y Construcciones, Asesorías y Servicios, que trabajaron con los miembros de la firma Legorreta.
Esta etapa comprendió tres elementos fundamentales de la biblioteca, el primero fue el acceso principal y las galerías de arte, el segundo fueron los diferentes pisos con 900 metros cuadrados cada uno y las salas de lectura con cinco mil metros cuadrados y, el tercero el auditorio.
Otro aspecto primordial, junto al de la aplicación del color, fue la elección del material de recubrimiento exterior; buscando que fuera de piedra para evitar pintar constantemente la fachada, se eligió el concreto, el tabique para su construcción y el ladrillo. 

## Inauguración y apertura

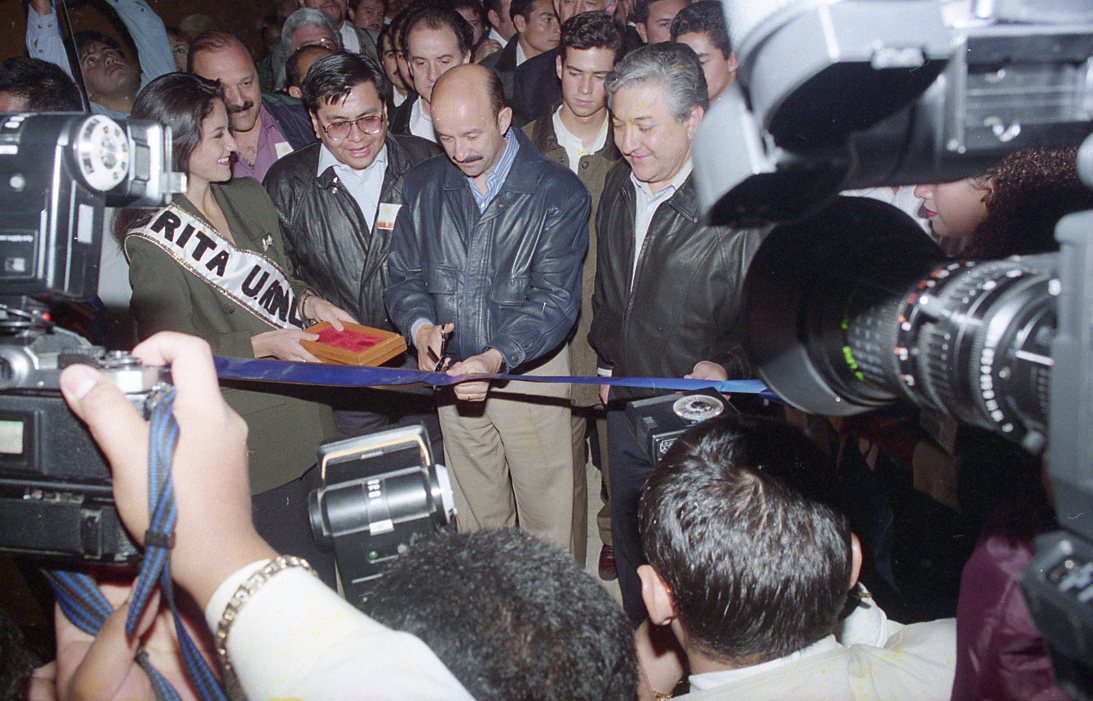
Inauguración de Biblioteca Raúl Rangel Frías - 29 de noviembre de 1994

La inauguración de la llamada Biblioteca Central-Magna Solidaridad ocurrió el 29 de noviembre de 1994. Los trabajos en la biblioteca continuaron por la mañana de ese mismo día. A las 17:30 horas el mandatario, acompañado del gobernador y del rector de la UANL realizó el corte del listón, develó la placa y realizó un recorrido por las instalaciones.
En razón de completar el equipamiento y capacitar al personal integrado por 70 especialistas en bibliotecología, informática, ciencias políticas y cultura en general, la biblioteca entró en funciones el 25 de septiembre de 1995.